# Federica Carlota de Prusia
Federica Carlota de Prusia (Palacio de Charlottenburg 1767-Oatlands Park (Surrey) 1820). Princesa de Prusia con el trato de alteza real que contrajo matrimonio en el seno de la familia real británica, adquiriendo el título de duquesa de York y Albany. 

## Primeros años
Nacida en el Palacio de Charlottenburg el 7 de mayo de 1767 siendo hija del rey Federico Guillermo II de Prusia y de la duquesa Isabel Cristina Ulrica de Brunswick-Wolfenbüttel. Federica Carlota era nieta por vía paterna del príncipe Augusto Guillermo de Prusia y de la duquesa Luisa Amalia de Brunswick-Wolfenbüttel; mientras que por vía materna del duque Carlos I de Brunswick-Wolfenbüttel y de la princesa Filipina Carlota de Prusia.
Era hija única de unos padres cuya unión fue extremadamente infeliz debido a infidelidades mutuas. Después de varios romances con músicos y funcionarios, la madre de Federica, quedó embarazada en 1769. Ella planeaba escapar de Prusia con su amante, pero fue traicionada y capturada, causando un escándalo público. Después de un divorcio que fue concedido rápidamente, Isabel Cristina (quien retuvo su título) fue puesta bajo arresto domiciliario en el castillo de Stettin, donde permaneció durante los siguientes 71 años, hasta su muerte en 1840, a los 93 años. Federica Carlota, con dos años al momento de  su caída en desgracia nunca vio a su madre de nuevo, siendo criada por su abuela paterna Luisa Amalia de Brunswick-Wolfenbüttel y su madrastra Federica Luisa de Hesse-Darmstadt, que se casó con el príncipe heredero casi inmediatamente después de su divorcio.

## Matrimonio
El 29 de septiembre de 1791 se casó en Berlín y el 24 de noviembre en Londres con el príncipe Federico del Reino Unido, hijo del rey Jorge III del Reino Unido y de la duquesa Carlota de Mecklemburgo-Strelitz. El matrimonio recibió los títulos de duques de York y Albany. A raíz del enlace matrimonial, recibieron una calurosa bienvenida en Londres pero el matrimonio no fue feliz. Federica siguió a su esposo a Weybridge en el condado de Surrey, donde la pareja vivía en Oatlands House, que se quemó en 1794 y fue reconstruida al estilo del historicismo neogótico. Aunque fue nombrado comandante del Ejército Británico-Hannoveriano en 1793 y Mariscal de Campo y Comandante en Jefe del Ejército Británico en 1795, su marido pronto se separó de ella para estar con su amante Mary Anne Clarke. 
Permaneció allí durante casi treinta años hasta su muerte, tiempo durante el cual emergió como una generosa benefactora.

## Últimos años
Friederike, duquesa de York y Albany, murió en Weybridge en 1820 a la edad de 53 años y fue enterrada allí. Su matrimonio con el duque de York y Albany no tuvo hijos.
Dos años después de su muerte, una suscripción permitió erigir la columna conocida como la Columna de York en honor a la benefactora. El monumento se encuentra en el extremo este de Weybridge High Street en Weybridge.
El dominio de Oatlands, habitado por Friederike von Prussia durante más de treinta años, se vendió en 1824, cambió de manos varias veces y finalmente se dividió en parcelas. The Oatland House fue convertido en hotel por South Western Hotel Company , que abrió como South Western Hotel en 1856 y ahora se conoce como Oatlands Park Hotel . Federico y Federica Carlota decidieron separarse y la princesa prusiana se estableció en la finca de Oatlands Park en el condado de Surrey donde murió a la edad de 53 años el día 6 de agosto de 1820. Su relación después de la separación parece haber sido amistosa, pero nunca hubo reconciliación. No tuvieron hijos.
Ella es descrita como "inteligente y bien informada, le gusta la sociedad y le disgusta toda formalidad y ceremonia, pero en la relación más familiar siempre conserva una cierta dignidad de modales". En 1827, tras su fallecimiento, fue llamada: "una inofensiva pero excéntrica mujer, con una extraordinaria afición por los gatos y los perros; algunos indicios de la severidad alemana de la etiqueta familiar, que dio a su hogar el aire de Postdam." Federica mantenía muchos perros y era al parecer muy aficionada a los monos. Su suegro una vez comentó: "El afecto debe apoyarse en algo, y donde no hay niños, los animales son el objeto". A su muerte, su marido se describe como sinceramente apenado y muy ansioso de que los deseos expresados en su testamento se llevaran a cabo.